# Cale Makar
Cale Douglas Makar, född 30 oktober 1998, är en kanadensisk professionell ishockeyback som spelar för Colorado Avalanche i National Hockey League (NHL). Han draftades som fjärde spelare totalt av Avalanche i första rundan vid 2017.
Efter två säsonger NCAA med UMass Minutemen debuterade Makar i NHL säsongen 2019-20 och vann Calder Memorial Trophy som årets rookie och blev den sjätte spelaren i Avalanche/Nordiques historia att vinna den utmärkelsen. Året efter blev han nominerad till James Norris Memorial Trophy som ligans bäste försvarare och vann Norris säsongen 2021-22. Makar vann Stanley Cup med Avalanche 2022 och Conn Smythe Trophy som den mest värdefulla spelaren i slutspelet 2022.
Internationellt har Makar representerat Kanada där han vann guld vid Juniorvärldsmästerskapet 2018. 

## Statistik

### Klubbkarriär
| 2011–12    | NWCAA Bruins          | HCBAA      | 28  | 4   | 16  | 20  | 18  | 5  | 0  | 3  | 3  | 0  |
| 2012–13    | Calgary Flames Bantam | AMBHL      | 33  | 3   | 19  | 22  | 22  | —  | —  | —  | —  | —  |
| 2013–14    | NWCAA Stampeders      | AMMHL      | 36  | 9   | 19  | 28  | 35  | —  | —  | —  | —  | —  |
| 2013–14    | Calgary Flames Midget | AMHL       | 6   | 0   | 1   | 1   | 4   | —  | —  | —  | —  | —  |
| 2014–15    | Calgary Flames Midget | AMHL       | 34  | 7   | 16  | 23  | 14  | 2  | 0  | 0  | 0  | 0  |
| 2014–15    | Brooks Bandits        | AJHL       | 3   | 1   | 4   | 5   | 4   | 20 | 1  | 6  | 7  | 4  |
| 2015–16    | Brooks Bandits        | AJHL       | 54  | 10  | 45  | 55  | 28  | 13 | 3  | 11 | 14 | 0  |
| 2016–17    | Brooks Bandits        | AJHL       | 54  | 24  | 51  | 75  | 18  | 13 | 5  | 11 | 16 | 4  |
| 2017–18    | UMass-Amherst         | HE         | 34  | 5   | 16  | 21  | 20  | —  | —  | —  | —  | —  |
| 2018–19    | UMass-Amherst         | HE         | 41  | 16  | 33  | 49  | 31  | —  | —  | —  | —  | —  |
| 2018–19    | Colorado Avalanche    | NHL        | —   | —   | —   | —   | —   | 10 | 1  | 5  | 6  | 0  |
| 2019–20    | Colorado Avalanche    | NHL        | 57  | 12  | 38  | 50  | 12  | 15 | 4  | 11 | 15 | 0  |
| 2020–21    | Colorado Avalanche    | NHL        | 44  | 8   | 36  | 44  | 12  | 10 | 2  | 8  | 10 | 2  |
| 2021–22    | Colorado Avalanche    | NHL        | 77  | 28  | 58  | 86  | 26  | 20 | 8  | 21 | 29 | 10 |
| 2022–23    | Colorado Avalanche    | NHL        | 60  | 17  | 49  | 66  | 30  | 6  | 1  | 4  | 5  | 6  |
| 2023–24    | Colorado Avalanche    | NHL        | 77  | 21  | 69  | 90  | 16  | 11 | 5  | 10 | 15 | 0  |
| 2024–25    | Colorado Avalanche    | NHL        | 80  | 30  | 62  | 92  | 14  | 7  | 1  | 4  | 5  | 2  |
| NHL totalt | NHL totalt            | NHL totalt | 395 | 116 | 312 | 428 | 110 | 79 | 22 | 63 | 85 | 20 |

### Internationellt
| År            | Lag           | Turnering     | Resultat      |    | Matcher | Mål | Assist | Poäng | Utv |
| ------------- | ------------- | ------------- | ------------- | -- | ------- | --- | ------ | ----- | --- |
| 2015          | Canada West   | WJAC          | 1             | 4  | 1       | 0   | 1      | 0     |     |
| 2016          | Canada West   | WJAC          | 5:a           | 4  | 4       | 4   | 8      | 0     |     |
| 2018          | Kanada        | JVM           | 1             | 7  | 3       | 5   | 8      | 0     |     |
| 2025          | Kanada        | 4NF           | 1             | 3  | 0       | 1   | 1      | 0     |     |
| Junior totalt | Junior totalt | Junior totalt | Junior totalt | 15 | 8       | 9   | 17     | 0     |     |
| Senior totalt | Senior totalt | Senior totalt | Senior totalt | 3  | 0       | 1   | 1      | 0     |     |

## Meriter och utmärkelser
| Merit                             | År         |
| --------------------------------- | ---------- |
| AMHL                              |            |
| First All-Star Team               | 2015       |
| AJHL                              |            |
| South All-Rookie Team             | 2016       |
| South All-Star Team               | 2016       |
| Rookie of the Year                | 2016       |
| CJHL Rookie of the Year           | 2016       |
| RBC Roland Mercier Trophy (MVP)   | 2016, 2017 |
| RBC Top Defenceman                | 2016, 2017 |
| RBC Top Scorer                    | 2016       |
| Most Outstanding Defenceman       | 2017       |
| MVP                               | 2017       |
| Playoff MVP                       | 2017       |
| RBC CJHL Player of the Year       | 2017       |
| College                           |            |
| HE All-Rookie Team                | 2018       |
| HE Third All-Star Team            | 2018       |
| New England Rookie of the Year    | 2018       |
| HE Scoring Leader                 | 2019       |
| HE First All-Star Team            | 2019       |
| HE Player of the Year (unanimous) | 2019       |
| First Team All-American           | 2019       |
| Hobey Baker Award                 | 2019       |
| New England Best Defenseman       | 2019       |
| New England Player of the Year    | 2019       |
| New England All-Star              | 2019       |
| CHN Player of the Year            | 2019       |
| All-CHN First Team                | 2019       |
| USCHO Player of the Year          | 2019       |
| NCAA Northeast Regional MVP       | 2019       |
| UMass Male Athlete of the Year    | 2019       |
| NHL                               |            |
| Calder Memorial Trophy            | 2020       |
| NHL All-Rookie Team               | 2020       |
| NHL First All-Star Team           | 2021, 2022 |
| NHL Second All-Star Team          | 2023, 2024 |
| NHL All-Star Game                 | 2022       |
| James Norris Memorial Trophy      | 2022       |
| Conn Smythe Trophy                | 2022       |
| Stanley Cup champion              | 2022       |
| EA Sports NHL cover athlete       | 2024       |
| Internationellt                   |            |
| JVM All-Tournament Team           | 2018       |